# Алба ла Ромен
Алба ла Ромен (фр. Alba-la-Romaine) насеље је и општина у источној Француској у региону Рона-Алпи, у департману Ардеш која припада префектури Прива.
По подацима из 2011. године у општини је живело 1399 становника, а густина насељености је износила 37,3 становника/km². Општина се простире на површини од 30,46 km². Налази се на средњој надморској висини од 200 метара (максималној 554 m, а минималној 135 m).

## Демографија
| 1962. | 1968. | 1975. | 1982. | 1990. | 1999. | 2011. |
| ----- | ----- | ----- | ----- | ----- | ----- | ----- |
| 786   | 871   | 865   | 824   | 990   | 1.135 | 1.399 |

График промене броја становника у току последњих година